# Lista över fornlämningar i Mullsjö kommun
Lista över fornlämningar i Mullsjö kommun är en förteckning av ett urval av de fornlämningar som finns i Mullsjö kommun.

## Bjurbäck
| Namn                          | Lämningstyp  | Tillkomsttid | Historisk indelning     | Plats | Läge                 | ID-nr          | Bild                                 |
| ----------------------------- | ------------ | ------------ | ----------------------- | ----- | -------------------- | -------------- | ------------------------------------ |
| Knaggebo slott (Bjurbäck 2:1) | Röse         |              | Bjurbäck, Västergötland |       | 57.867321, 13.761267 | 10185300020001 | Ladda upp en bild av detta fornminne |
| Kungsrör (Bjurbäck 3:1)       | Stensättning |              | Bjurbäck, Västergötland |       | 57.859186, 13.761546 | 10185300030001 | Ladda upp en bild av detta fornminne |
| Kungsrör (Bjurbäck 3:2)       | Stensättning |              | Bjurbäck, Västergötland |       | 57.859060, 13.761240 | 10185300030002 | Ladda upp en bild av detta fornminne |
| Bjurbäck 7:1                  | Stensättning |              | Bjurbäck, Västergötland |       | 57.900858, 13.807103 | 10185300070001 | Ladda upp en bild av detta fornminne |
| Bjurbäck 10:1                 | Gravfält     |              | Bjurbäck, Västergötland |       | 57.877406, 13.852909 | 10185300100001 | Ladda upp en bild av detta fornminne |
| Bjurbäck 12:1                 | Gravfält     |              | Bjurbäck, Västergötland |       | 57.862917, 13.858067 | 10185300120001 | Ladda upp en bild av detta fornminne |
| Bjurbäck 14:1                 | Stensättning |              | Bjurbäck, Västergötland |       | 57.851048, 13.857709 | 10185300140001 | Ladda upp en bild av detta fornminne |
| Bjurbäck 15:1                 | Stensättning |              | Bjurbäck, Västergötland |       | 57.848787, 13.854939 | 10185300150001 | Ladda upp en bild av detta fornminne |
| Bjurbäck 16:1                 | Stensättning |              | Bjurbäck, Västergötland |       | 57.883608, 13.798423 | 10185300160001 | Ladda upp en bild av detta fornminne |
| Bjurbäck 19:1                 | Stensättning |              | Bjurbäck, Västergötland |       | 57.875978, 13.790787 | 10185300190001 | Ladda upp en bild av detta fornminne |
| Bjurbäck 23:1                 | Stensättning |              | Bjurbäck, Västergötland |       | 57.832681, 13.801518 | 10185300230001 | Ladda upp en bild av detta fornminne |
| Bjurbäck 67:1                 | Stensättning |              | Bjurbäck, Västergötland |       | 57.860241, 13.790700 | 10185300670001 | Ladda upp en bild av detta fornminne |
| Bjurbäck 84:1                 | Röse         |              | Bjurbäck, Västergötland |       | 57.901807, 13.807246 | 10185300840001 | Ladda upp en bild av detta fornminne |
| Bjurbäck 100:1                | Stensättning |              | Bjurbäck, Västergötland |       | 57.832472, 13.850347 | 10185301000001 | Ladda upp en bild av detta fornminne |

## Nykyrka
| Namn                | Lämningstyp         | Tillkomsttid | Historisk indelning    | Plats | Läge                 | ID-nr          | Bild                                 |
| ------------------- | ------------------- | ------------ | ---------------------- | ----- | -------------------- | -------------- | ------------------------------------ |
| Nykyrka 8:1         | Stenkrets           |              | Nykyrka, Västergötland |       | 57.955444, 13.889436 | 10200300080001 | Ladda upp en bild av detta fornminne |
| Nykyrka 11:1        | Röse                |              | Nykyrka, Västergötland |       | 57.940185, 13.845716 | 10200300110001 | Ladda upp en bild av detta fornminne |
| Nykyrka 13:1        | Stenkrets           |              | Nykyrka, Västergötland |       | 57.916051, 13.882528 | 10200300130001 | Ladda upp en bild av detta fornminne |
| Nykyrka 13:2        | Stenkrets           |              | Nykyrka, Västergötland |       | 57.915946, 13.882608 | 10200300130002 | Ladda upp en bild av detta fornminne |
| Nykyrka 19:1        | Stenkrets           |              | Nykyrka, Västergötland |       | 57.912103, 13.838846 | 10200300190001 | Ladda upp en bild av detta fornminne |
| Nykyrka 20:1        | Stenkrets           |              | Nykyrka, Västergötland |       | 57.905933, 13.830948 | 10200300200001 | Ladda upp en bild av detta fornminne |
| Nykyrka 21:1        | Stensättning        |              | Nykyrka, Västergötland |       | 57.926977, 13.916436 | 10200300210001 | Ladda upp en bild av detta fornminne |
| Nykyrka 21:2        | Stensättning        |              | Nykyrka, Västergötland |       | 57.927049, 13.916594 | 10200300210002 | Ladda upp en bild av detta fornminne |
| Nykyrka 33:1        | Stenkrets           |              | Nykyrka, Västergötland |       | 57.926167, 13.915238 | 10200300330001 | Ladda upp en bild av detta fornminne |
| Nykyrka 33:2        | Stensättning        |              | Nykyrka, Västergötland |       | 57.926090, 13.915345 | 10200300330002 | Ladda upp en bild av detta fornminne |
| Nykyrka 34:1        | Stensättning        |              | Nykyrka, Västergötland |       | 57.928294, 13.912217 | 10200300340001 | Ladda upp en bild av detta fornminne |
| Nykyrka 37          | Stenkrets           |              | Nykyrka, Västergötland |       | 57.915999, 13.882572 | 12000000024117 | Ladda upp en bild av detta fornminne |
| Kullen (Nykyrka 39) | Lägenhetsbebyggelse |              | Nykyrka, Västergötland |       | 57.932276, 13.848620 | 12000000126158 | Ladda upp en bild av detta fornminne |

## Sandhem
| Namn                     | Lämningstyp                      | Tillkomsttid | Historisk indelning    | Plats | Läge                 | ID-nr          | Bild                                      |
| ------------------------ | -------------------------------- | ------------ | ---------------------- | ----- | -------------------- | -------------- | ----------------------------------------- |
| Sandhem 3:1              | Kyrka/kapell                     |              | Sandhem, Västergötland |       | 58.046325, 13.785171 | 10201700030001 | Ladda upp en bild av detta fornminne      |
| Sandhem 3:2              | Kyrka/kapell                     |              | Sandhem, Västergötland |       | 58.046328, 13.785277 | 10201700030002 | Ladda upp en bild av detta fornminne      |
| Sandhem 7:1              | Stenkrets                        |              | Sandhem, Västergötland |       | 58.039588, 13.811415 | 10201700070001 | Ladda upp en bild av detta fornminne      |
| Sandhem 9:1              | Stensättning                     |              | Sandhem, Västergötland |       | 58.038810, 13.809225 | 10201700090001 | Ladda upp en bild av detta fornminne      |
| Sandhem 9:2              | Stensättning                     |              | Sandhem, Västergötland |       | 58.039025, 13.809309 | 10201700090002 | Ladda upp en bild av detta fornminne      |
| Sandhem 10:1             | Stensättning                     |              | Sandhem, Västergötland |       | 58.040646, 13.809479 | 10201700100001 | Ladda upp en bild av detta fornminne      |
| Sandhem 11:1             | Stensättning                     |              | Sandhem, Västergötland |       | 58.040994, 13.806063 | 10201700110001 | Ladda upp en bild av detta fornminne      |
| Sandhem 18:1             | Gravfält                         |              | Sandhem, Västergötland |       | 58.013137, 13.819372 | 10201700180001 | Ladda upp en bild av detta fornminne      |
| Sandhem 19:1             | Stensättning                     |              | Sandhem, Västergötland |       | 58.038329, 13.808757 | 10201700190001 | Ladda upp en bild av detta fornminne      |
| Sandhem 22:1             | Stenkrets                        |              | Sandhem, Västergötland |       | 58.011633, 13.793590 | 10201700220001 | Ladda upp en bild av detta fornminne      |
| Sandhem 22:2             | Stenkrets                        |              | Sandhem, Västergötland |       | 58.011556, 13.793472 | 10201700220002 | Ladda upp en bild av detta fornminne      |
| Sandhem 24:1             | Stensättning                     |              | Sandhem, Västergötland |       | 58.005314, 13.772281 | 10201700240001 | Ladda upp en bild av detta fornminne      |
| Sandhem 25:1             | Röse                             |              | Sandhem, Västergötland |       | 58.004976, 13.770788 | 10201700250001 | Ladda upp en bild av detta fornminne      |
| Sandhem 26:1             | Gravfält                         |              | Sandhem, Västergötland |       | 58.006458, 13.804286 | 10201700260001 | Ladda upp en bild av detta fornminne      |
| Sandhem 27:1             | Röse                             |              | Sandhem, Västergötland |       | 57.994503, 13.800922 | 10201700270001 | Ladda upp en bild av detta fornminne      |
| Sandhem 28:1             | Stenkrets                        |              | Sandhem, Västergötland |       | 57.990482, 13.784755 | 10201700280001 | Ladda upp en bild av detta fornminne      |
| Sandhem 28:2             | Stenkrets                        |              | Sandhem, Västergötland |       | 57.990548, 13.784820 | 10201700280002 | Ladda upp en bild av detta fornminne      |
| Sandhem 30:1             | Röse                             |              | Sandhem, Västergötland |       | 57.988471, 13.797988 | 10201700300001 | Ladda upp en bild av detta fornminne      |
| Sandhem 31:1             | Stensättning                     |              | Sandhem, Västergötland |       | 57.989525, 13.799317 | 10201700310001 | Ladda upp en bild av detta fornminne      |
| Sandhem 32:1             | Röse                             |              | Sandhem, Västergötland |       | 57.991582, 13.803739 | 10201700320001 | Ladda upp en bild av detta fornminne      |
| Sandhem 32:2             | Röse                             |              | Sandhem, Västergötland |       | 57.991627, 13.804024 | 10201700320002 | Ladda upp en bild av detta fornminne      |
| Sandhem 33:1             | Gravfält                         |              | Sandhem, Västergötland |       | 57.986908, 13.804125 | 10201700330001 | Ladda upp en bild av detta fornminne      |
| Sandhem 34:1             | Gravfält                         |              | Sandhem, Västergötland |       | 57.986915, 13.805909 | 10201700340001 | Ladda upp en bild av detta fornminne      |
| Sandhem 35:1             | Stensättning                     |              | Sandhem, Västergötland |       | 57.986511, 13.805976 | 10201700350001 | Ladda upp en bild av detta fornminne      |
| Sandhem 35:2             | Stensättning                     |              | Sandhem, Västergötland |       | 57.986573, 13.805796 | 10201700350002 | Ladda upp en bild av detta fornminne      |
| Sandhem 36:1             | Stensättning                     |              | Sandhem, Västergötland |       | 57.985604, 13.805858 | 10201700360001 | Ladda upp en bild av detta fornminne      |
| Sandhem 36:2             | Stensättning                     |              | Sandhem, Västergötland |       | 57.985439, 13.805744 | 10201700360002 | Ladda upp en bild av detta fornminne      |
| Sandhem 37:1             | Stensättning                     |              | Sandhem, Västergötland |       | 57.987355, 13.800058 | 10201700370001 | Ladda upp en bild av detta fornminne      |
| Sandhem 41:1             | Grav markerad av sten/block      |              | Sandhem, Västergötland |       | 57.973543, 13.818075 | 10201700410001 | Ladda upp en bild av detta fornminne      |
| Sandhem 42:1             | Grav markerad av sten/block      |              | Sandhem, Västergötland |       | 57.977677, 13.795924 | 10201700420001 | Ladda upp en bild av detta fornminne      |
| Sandhem 43:1             | Stensättning                     |              | Sandhem, Västergötland |       | 57.995486, 13.760360 | 10201700430001 | Ladda upp en bild av detta fornminne      |
| Sandhem 44:1             | Stenkrets                        |              | Sandhem, Västergötland |       | 57.985758, 13.776326 | 10201700440001 | Ladda upp en bild av detta fornminne      |
| Sandhem 45:1             | Stensättning                     |              | Sandhem, Västergötland |       | 58.035131, 13.814120 | 10201700450001 | Ladda upp en bild av detta fornminne      |
| Sandhem 45:2             | Stensättning                     |              | Sandhem, Västergötland |       | 58.035230, 13.813854 | 10201700450002 | Ladda upp en bild av detta fornminne      |
| Sandhem 47:1             | Röse                             |              | Sandhem, Västergötland |       | 57.968045, 13.814506 | 10201700470001 | Ladda upp en bild av detta fornminne      |
| Sandhem 47:2             | Stensättning                     |              | Sandhem, Västergötland |       | 57.968122, 13.814192 | 10201700470002 | Ladda upp en bild av detta fornminne      |
| Sandhem 47:3             | Röse                             |              | Sandhem, Västergötland |       | 57.968199, 13.814027 | 10201700470003 | Ladda upp en bild av detta fornminne      |
| Sandhem 47:4             | Stensättning                     |              | Sandhem, Västergötland |       | 57.967936, 13.814899 | 10201700470004 | Ladda upp en bild av detta fornminne      |
| Sandhem 49:1             | Röse                             |              | Sandhem, Västergötland |       | 57.977301, 13.777949 | 10201700490001 | Ladda upp en bild av detta fornminne      |
| Sandhem 52:1             | Gravfält                         |              | Sandhem, Västergötland |       | 57.983431, 13.773385 | 10201700520001 | Ladda upp en bild av detta fornminne      |
| Sandhem 54:1             | Stensättning                     |              | Sandhem, Västergötland |       | 58.042595, 13.806380 | 10201700540001 | Ladda upp en bild av detta fornminne      |
| Sandhem 55:1             | Stensättning                     |              | Sandhem, Västergötland |       | 58.039279, 13.805621 | 10201700550001 | Ladda upp en bild av detta fornminne      |
| Sandhem 57:1             | Stensättning                     |              | Sandhem, Västergötland |       | 57.974601, 13.821649 | 10201700570001 | Ladda upp en bild av detta fornminne      |
| Sandhem 58:1             | Röse                             |              | Sandhem, Västergötland |       | 57.975677, 13.822293 | 10201700580001 | Ladda upp en bild av detta fornminne      |
| Sandhem 58:2             | Röse                             |              | Sandhem, Västergötland |       | 57.975559, 13.822227 | 10201700580002 | Ladda upp en bild av detta fornminne      |
| "Högerör" (Sandhem 59:1) | Röse                             |              | Sandhem, Västergötland |       | 57.977031, 13.821851 | 10201700590001 | Ladda upp en bild av detta fornminne      |
| "Kyrkan" (Sandhem 60:1)  | Röse                             |              | Sandhem, Västergötland |       | 57.978198, 13.821238 | 10201700600001 | Ladda upp en bild av detta fornminne      |
| "Kyrkan" (Sandhem 60:2)  | Röse                             |              | Sandhem, Västergötland |       | 57.978128, 13.821035 | 10201700600002 | Ladda upp en bild av detta fornminne      |
| Sandhem 61:1             | Röse                             |              | Sandhem, Västergötland |       | 57.978488, 13.823610 | 10201700610001 | Ladda upp en bild av detta fornminne      |
| Sandhem 62:1             | Röse                             |              | Sandhem, Västergötland |       | 57.975443, 13.820915 | 10201700620001 | Ladda upp en bild av detta fornminne      |
| Sandhem 63:1             | Stensättning                     |              | Sandhem, Västergötland |       | 57.974707, 13.823680 | 10201700630001 | Ladda upp en bild av detta fornminne      |
| Sandhem 64:1             | Stensättning                     |              | Sandhem, Västergötland |       | 57.975319, 13.823571 | 10201700640001 | Ladda upp en bild av detta fornminne      |
| Sandhem 68:1             | Stenkrets                        |              | Sandhem, Västergötland |       | 57.961622, 13.832289 | 10201700680001 | Ladda upp en bild av detta fornminne      |
| Sandhem 68:2             | Hög                              |              | Sandhem, Västergötland |       | 57.961378, 13.831718 | 10201700680002 | Ladda upp en bild av detta fornminne      |
| Sandhem 70:1             | Röse                             |              | Sandhem, Västergötland |       | 57.954467, 13.838357 | 10201700700001 | Ladda upp en bild av detta fornminne      |
| Sandhem 70:2             | Stensättning                     |              | Sandhem, Västergötland |       | 57.954851, 13.838356 | 10201700700002 | Ladda upp en bild av detta fornminne      |
| Sandhem 70:3             | Stensättning                     |              | Sandhem, Västergötland |       | 57.954953, 13.838085 | 10201700700003 | Ladda upp en bild av detta fornminne      |
| Sandhem 70:4             | Röse                             |              | Sandhem, Västergötland |       | 57.955028, 13.837251 | 10201700700004 | Ladda upp en bild av detta fornminne      |
| Sandhem 73:1             | Grav markerad av sten/block      |              | Sandhem, Västergötland |       | 57.978169, 13.900294 | 10201700730001 | Ladda upp en bild av detta fornminne      |
| Sandhem 73:2             | Grav markerad av sten/block      |              | Sandhem, Västergötland |       | 57.978286, 13.900261 | 10201700730002 | Ladda upp en bild av detta fornminne      |
| Sandhem 75:1             | Röse                             |              | Sandhem, Västergötland |       | 57.966784, 13.815492 | 10201700750001 | Ladda upp en bild av detta fornminne      |
| Sandhem 76:1             | Stensättning                     |              | Sandhem, Västergötland |       | 57.967204, 13.813796 | 10201700760001 | Ladda upp en bild av detta fornminne      |
| Sandhem 77:1             | Röse                             |              | Sandhem, Västergötland |       | 57.964445, 13.812796 | 10201700770001 | Ladda upp en bild av detta fornminne      |
| Sandhem 77:2             | Stensättning                     |              | Sandhem, Västergötland |       | 57.964663, 13.813355 | 10201700770002 | Ladda upp en bild av detta fornminne      |
| Sandhem 78:1             | Stensättning                     |              | Sandhem, Västergötland |       | 57.966467, 13.817640 | 10201700780001 | Ladda upp en bild av detta fornminne      |
| Sandhem 79:1             | Stensättning                     |              | Sandhem, Västergötland |       | 57.966336, 13.816141 | 10201700790001 | Ladda upp en bild av detta fornminne      |
| Sandhem 80:1             | Stensättning                     |              | Sandhem, Västergötland |       | 57.971212, 13.818720 | 10201700800001 | Ladda upp en bild av detta fornminne      |
| Sandhem 81:1             | Röse                             |              | Sandhem, Västergötland |       | 57.972497, 13.811141 | 10201700810001 | Ladda upp en bild av detta fornminne      |
| Sandhem 81:2             | Stensättning                     |              | Sandhem, Västergötland |       | 57.972672, 13.811218 | 10201700810002 | Ladda upp en bild av detta fornminne      |
| Sandhem 82:1             | Stensättning                     |              | Sandhem, Västergötland |       | 57.961376, 13.816785 | 10201700820001 | Ladda upp en bild av detta fornminne      |
| Sandhem 83:1             | Stensättning                     |              | Sandhem, Västergötland |       | 57.954002, 13.817082 | 10201700830001 | Ladda upp en bild av detta fornminne      |
| Sandhem 83:2             | Stensättning                     |              | Sandhem, Västergötland |       | 57.953827, 13.817099 | 10201700830002 | Ladda upp en bild av detta fornminne      |
| Sandhem 83:3             | Stensättning                     |              | Sandhem, Västergötland |       | 57.953698, 13.816986 | 10201700830003 | Ladda upp en bild av detta fornminne      |
| Sandhem 86:1             | Stensättning                     |              | Sandhem, Västergötland |       | 57.977509, 13.823841 | 10201700860001 | Ladda upp en bild av detta fornminne      |
| Sandhem 87:1             | Stensättning                     |              | Sandhem, Västergötland |       | 57.976747, 13.823766 | 10201700870001 | Ladda upp en bild av detta fornminne      |
| Sandhem 88:1             | Stensättning                     |              | Sandhem, Västergötland |       | 57.971665, 13.820855 | 10201700880001 | Ladda upp en bild av detta fornminne      |
| Sandhem 92:1             | Röse                             |              | Sandhem, Västergötland |       | 57.940617, 13.731096 | 10201700920001 | Ladda upp en bild av detta fornminne      |
| Sandhem 93:1             | Röse                             |              | Sandhem, Västergötland |       | 57.990819, 13.872794 | 10201700930001 | Ladda upp en bild av detta fornminne      |
| Sandhem 106:1            | Stensättning                     |              | Sandhem, Västergötland |       | 57.979889, 13.777384 | 10201701060001 | Ladda upp en bild av detta fornminne      |
| Sandhem 113:1            | Röse                             |              | Sandhem, Västergötland |       | 58.004166, 13.771057 | 10201701130001 | Ladda upp en bild av detta fornminne      |
| Sandhem 115:1            | Stensättning                     |              | Sandhem, Västergötland |       | 57.998268, 13.763869 | 10201701150001 | Ladda upp en bild av detta fornminne      |
| Sandhem 138:1            | Stensättning                     |              | Sandhem, Västergötland |       | 57.982573, 13.776349 | 10201701380001 | Ladda upp en bild av detta fornminne      |
| Sandhem 139:1            | Stensättning                     |              | Sandhem, Västergötland |       | 57.983476, 13.775005 | 10201701390001 | Ladda upp en bild av detta fornminne      |
| Sandhem 143:1            | Stenkrets                        |              | Sandhem, Västergötland |       | 57.981922, 13.780412 | 10201701430001 | Ladda upp en bild av detta fornminne      |
| Sandhem 144:1            | Röse                             |              | Sandhem, Västergötland |       | 57.981351, 13.782604 | 10201701440001 | Ladda upp en bild av detta fornminne      |
| Sandhem 146:1            | Husgrund, förhistorisk/medeltida |              | Sandhem, Västergötland |       | 57.980119, 13.782614 | 10201701460001 | Ladda upp en bild av detta fornminne      |
| Sandhem 149:1            | Stensättning                     |              | Sandhem, Västergötland |       | 58.023561, 13.832752 | 10201701490001 | Ladda upp en bild av detta fornminne      |
| Sandhem 150:1            | Röse                             |              | Sandhem, Västergötland |       | 58.022875, 13.832639 | 10201701500001 | Ladda upp en bild av detta fornminne      |
| Sandhem 151:1            | Röse                             |              | Sandhem, Västergötland |       | 57.990835, 13.802169 | 10201701510001 | Ladda upp en bild av detta fornminne      |
| Sandhem 152:1            | Stensättning                     |              | Sandhem, Västergötland |       | 57.989017, 13.802372 | 10201701520001 | Ladda upp en bild av detta fornminne      |
| Sandhem 160:1            | Hög                              |              | Sandhem, Västergötland |       | 58.035343, 13.808221 | 10201701600001 | Ladda upp en bild av detta fornminne      |
| Sandhem 173:1            | Stensättning                     |              | Sandhem, Västergötland |       | 58.005114, 13.814941 | 10201701730001 | Ladda upp en bild av detta fornminne      |
| Sandhem 173:2            | Stensättning                     |              | Sandhem, Västergötland |       | 58.005243, 13.814670 | 10201701730002 | Ladda upp en bild av detta fornminne      |
| Sandhem 184:1            | Stensättning                     |              | Sandhem, Västergötland |       | 58.037923, 13.807329 | 10201701840001 | Ladda upp en till bild av detta fornminne |
| Sandhem 184:2            | Stensättning                     |              | Sandhem, Västergötland |       | 58.037868, 13.807540 | 10201701840002 | Ladda upp en till bild av detta fornminne |
| Sandhem 185:1            | Röse                             |              | Sandhem, Västergötland |       | 58.040322, 13.805829 | 10201701850001 | Ladda upp en bild av detta fornminne      |
| Sandhem 200:1            | Stensättning                     |              | Sandhem, Västergötland |       | 57.939388, 13.802944 | 10201702000001 | Ladda upp en bild av detta fornminne      |
| Sandhem 230:1            | Stensättning                     |              | Sandhem, Västergötland |       | 57.968551, 13.816767 | 10201702300001 | Ladda upp en bild av detta fornminne      |
| Sandhem 233:1            | Röse                             |              | Sandhem, Västergötland |       | 57.977232, 13.780224 | 10201702330001 | Ladda upp en bild av detta fornminne      |
| Sandhem 287:1            | Stensättning                     |              | Sandhem, Västergötland |       | 57.955686, 13.836638 | 10201702870001 | Ladda upp en bild av detta fornminne      |
| Husön (Sandhem 290:1)    | Borg                             |              | Sandhem, Västergötland |       | 58.001921, 13.784288 | 10201702900001 | Ladda upp en bild av detta fornminne      |

## Utvängstorp
| Namn                            | Lämningstyp  | Tillkomsttid | Historisk indelning        | Plats | Läge                 | ID-nr          | Bild                                 |
| ------------------------------- | ------------ | ------------ | -------------------------- | ----- | -------------------- | -------------- | ------------------------------------ |
| Utvängstorp 1:1                 | Stenkrets    |              | Utvängstorp, Västergötland |       | 58.046564, 13.877256 | 10207800010001 | Ladda upp en bild av detta fornminne |
| Utvängstorp 1:2                 | Stensättning |              | Utvängstorp, Västergötland |       | 58.046433, 13.877391 | 10207800010002 | Ladda upp en bild av detta fornminne |
| Utvängstorp 2:1                 | Stensättning |              | Utvängstorp, Västergötland |       | 58.044966, 13.878160 | 10207800020001 | Ladda upp en bild av detta fornminne |
| Utvängstorp 3:1                 | Röse         |              | Utvängstorp, Västergötland |       | 58.044263, 13.882097 | 10207800030001 | Ladda upp en bild av detta fornminne |
| Utvängstorp 4:1                 | Röse         |              | Utvängstorp, Västergötland |       | 58.013188, 13.903064 | 10207800040001 | Ladda upp en bild av detta fornminne |
| Utvängstorp 5:1                 | Röse         |              | Utvängstorp, Västergötland |       | 58.007687, 13.895832 | 10207800050001 | Ladda upp en bild av detta fornminne |
| Utvängstorp 6:1                 | Hög          |              | Utvängstorp, Västergötland |       | 58.026284, 13.872524 | 10207800060001 | Ladda upp en bild av detta fornminne |
| Utvängstorp 7:1                 | Stensättning |              | Utvängstorp, Västergötland |       | 58.018629, 13.865801 | 10207800070001 | Ladda upp en bild av detta fornminne |
| Utvängstorp 7:2                 | Stensättning |              | Utvängstorp, Västergötland |       | 58.018727, 13.865670 | 10207800070002 | Ladda upp en bild av detta fornminne |
| Klämmesröret (Utvängstorp 10:1) | Stensättning |              | Utvängstorp, Västergötland |       | 58.008920, 13.859339 | 10207800100001 | Ladda upp en bild av detta fornminne |
| Utvängstorp 18:1                | Hög          |              | Utvängstorp, Västergötland |       | 58.020251, 13.866364 | 10207800180001 | Ladda upp en bild av detta fornminne |